# Badminton na Igrzyskach Wspólnoty Narodów 2018
Badminton na Igrzyskach Wspólnoty Narodów 2018 – jedna z dyscyplin podczas Igrzysk Wspólnoty Narodów 2018 w Gold Coast. Rozegrano sześć konkurencji, które odbyły się w dniach 5–15 kwietnia 2018 roku w Carrara Sports and Leisure Centre. W zawodach wzięło udział 153 zawodników z 29 państw.

## Uczestniczące państwa
W badmintonie podczas igrzysk wystąpiło 153 zawodników z 29 państw.

- Anglia (10)
- Australia (10)
- Barbados (2)
- Falklandy (5)
- Fidżi (6)
- Ghana (8)
- Guernsey (4)
- Gujana (1)
- Indie (10)
- Irlandia Północna (3)
- Jamajka (5)
- Jersey (4)
- Kamerun (2)
- Kanada (8)
- Kenia (2)
- Malezja (10)
- Mauritius (6)
- Nowa Zelandia (2)
- Pakistan (4)
- Południowa Afryka (6)
- Seszele (4)
- Singapur (10)
- Sri Lanka (8)
- Szkocja (8)
- Trynidad i Tobago (2)
- Uganda (4)
- Wyspa Man (4)
- Wyspa Świętej Heleny (1)
- Zambia (4)

## Medaliści
| Konkurencja             | Złoto | Srebro | Brąz |
| Gra pojedyncza mężczyzn | Lee Chong Wei | Srikanth Kidambi | Rajiv Ouseph |
| Gra pojedyncza kobiet   | Saina Nehwal | Pusarla Venkata Sindhu | Kirsty Gilmour |
| Gra podwójna mężczyzn   | Anglia · Marcus Ellis · Chris Langridge | Indie · Satwik Rankireddy · Chirag Chandrashekhar Shetty | Malezja · Goh Wei Shem · Tan Wee Kiong |
| Gra podwójna kobiet     | Malezja · Chow Mei Kuan · Vivian Hoo | Anglia · Lauren Smith · Sarah Walker | Indie · Ashwini Ponnappa · Siki Reddy |
| Gra mieszana            | Anglia · Chris Adcock · Gabrielle Adcock | Anglia · Marcus Ellis · Lauren Smith | Malezja · Chan Peng Soon · Goh Liu Ying |
| Drużyny mieszane        | Indie · Pranav Chopra · Ruthvika Gadde · Srikanth Kidambi · Saina Nehwal · Ashwini Ponnappa · H. S. Prannoy · Pusarla Venkata Sindhu · Satwik Rankireddy · Siki Reddy · Chirag Chandrashekhar Shetty | Malezja · Chan Peng Soon · Soniia Cheah · Chow Mei Kuan · Goh Liu Ying · Goh Soon Huat · Goh Wei Shem · Vivian Hoo · Shevon Jemie Lai · Lee Chong Wei · Tan Wee Kiong | Anglia · Chris Adcock · Gabrielle Adcock · Chloe Birch · Marcus Ellis · Ben Lane · Chris Langridge · Rajiv Ouseph · Jessica Pugh · Lauren Smith · Sarah Walker |

## Tabela medalowa
| Poz. | Państwo |   |   |   | Razem |
| ---- | ------- | - | - | - | ----- |
| 1.   | Indie   | 2 | 3 | 1 | 6     |
| 2.   | Anglia  | 2 | 2 | 2 | 6     |
| 3.   | Malezja | 2 | 1 | 2 | 5     |
| 4.   | Szkocja | 0 | 0 | 1 | 1     |